# Parlamentní volby v Rakousku 2019
Parlamentní volby v Rakousku byly předčasné parlamentní volby, které se konaly 29. září 2019. Konaly se necelé dva roky po rovněž předčasných parlamentních volbách v roce 2017. Ve volbách zvítězila Rakouská lidová strana (ÖVP) se ziskem přes 37,5 % hlasů.
V předchozích volbách vyhrála Rakouská lidová strana (ÖVP) a její vůdce Sebastian Kurz sestavil první vládu jako koaliční se Svobodnou stranou Rakouska (FPÖ), která skončila těsně třetí za Sociálně demokratickou stranou Rakouska (SPÖ).

## Konec první vlády Sebastiana Kurze

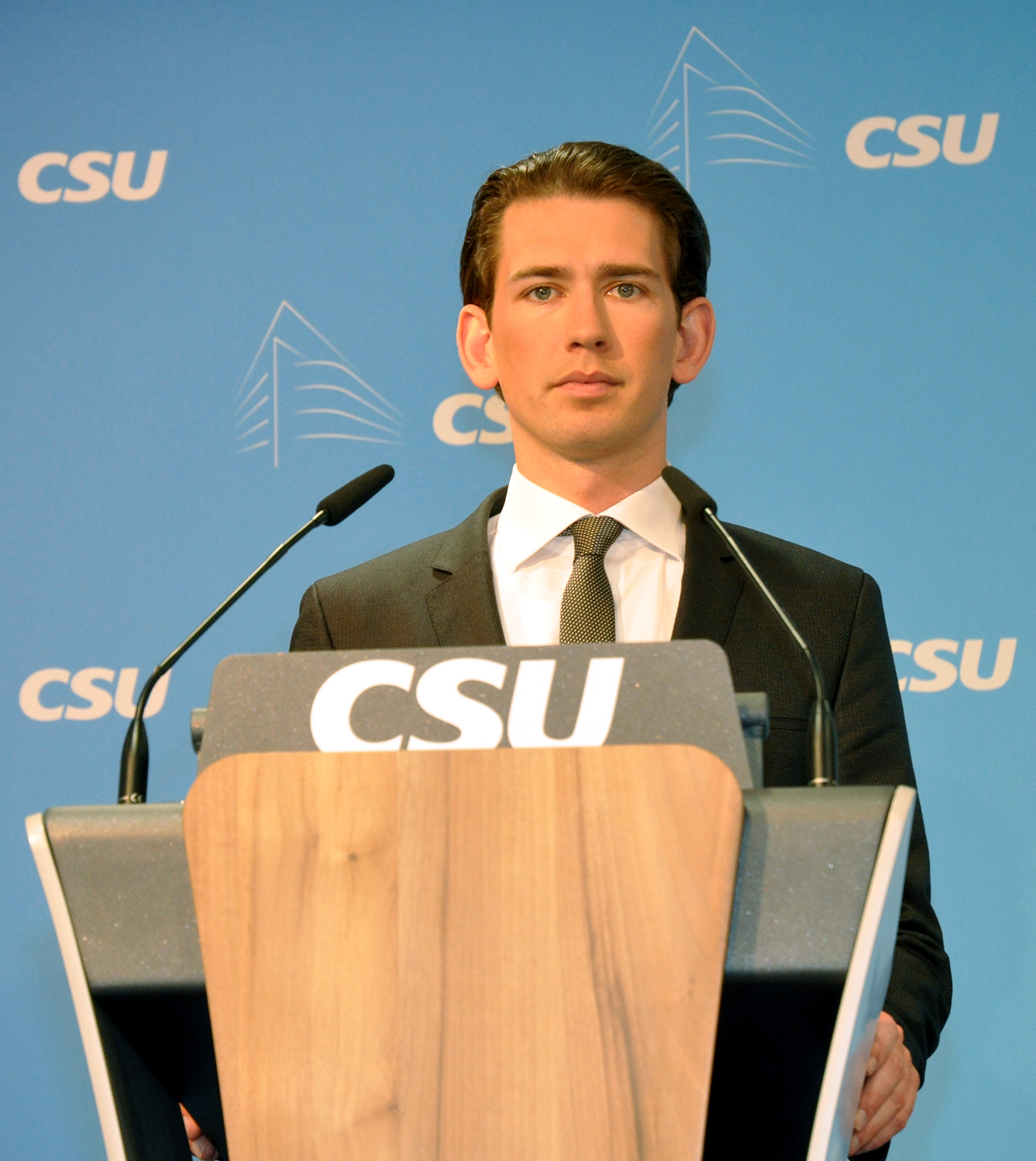
Předseda rakouské lidové strany (ÖVP) Sebastian Kurz, mezi roky 2017 až 2019 spolkový kancléř

Pád vlády začal Aférou Ibiza, kdy byla v květnu 2019 zveřejněna videonahrávka, ke které se později přihlásil vídeňský právník íránského původu Ramin Mirfakhrai, na které vůdce Svobodné strany Rakouska Heinz-Christian Strache a jeho zástupce Johann Gudenus jednali na Ibize s ženou, která se vydávala za neteř ruského oligarchy, o možnosti přihrát mu státní zakázky výměnou za předvolební podporu. Oba následně rezignovali. Kancléř Kurz se sešel s prezidentem Alexandrem Van der Bellenem a oba vyjádřili úmysl uspořádat předčasné volby. Kurz také oznámil, že odvolá i ministra vnitra Herberta Kickla, který byl rovněž členem FPÖ a tudíž by byl hlavním nadřízeným nad vyšetřováním svých spolustraníků. To vedlo k rezignaci všech ostatních ministrů za FPÖ a rozpadu koalice. Kurzova jednobarevná vláda následně 27. května neprošla hlasováním o důvěře a zemi následně řídil vicekancléř Hartwig Löger, než prezident Alexander Van der Bellen jmenoval 3. června úřednickou vládu vedenou Brigitte Bierleinovou.

## Předvolební průzkumy
Předvolební průzkumy těsně po aféře ani výsledek rakouských voleb do Evropského parlamentu konaných koncem května pár dní po vypuknutí aféry neukazovaly zásadní změny měnící pořadí stran oproti volbám v roce 2017.

## Výsledky
Následující tabulka zobrazuje volební výsledky stran po sečtení platných hlasů, které překročily volební kvórum a získaly mandáty v parlamentu.
|                        | ÖVP            | SPÖ                 | FPÖ           | Grüne         | NEOS                  |
| ---------------------- | -------------- | ------------------- | ------------- | ------------- | --------------------- |
| Volební lídr           | Sebastian Kurz | Pamela Rendi-Wagner | Norbert Hofer | Werner Kogler | Beate Meinl-Reisinger |
| Počet hlasů            | 1 789 417      | 1 011 868           | 772 666       | 664 055       | 387 124               |
| Podíl                  | 37,5 % ▲       | 21,2 % ▼            | 16,2 % ▼      | 13,9 % ▲      | 8,1 % ▲               |
| Počet mandátů          | 71             | 40                  | 31            | 26            | 15                    |
| Předchozí volby (2017) | 31,5 % (62)    | 26,9 % (52)         | 26 % (51)     | 3,8 % (0)     | 5,3 % (10)            |

Dosavadní parlamentní strana Jetzt – Liste Pilz, která měla v parlamentu 8 poslanců, získala jen 1,9 % hlasů a nezískala žádný mandát. Neuspěla ani komunistická strana KPÖ (0,7 %), Změna Wandel (0,5 %) či Pivní strana Rakouska BPÖ (0,1 %).

## Volební účast
Z 6,4 milionu oprávněných voličů jich k volbám přišlo 4,8 milionu, tedy 75,6 %. Je to druhá nejnižší volební účast od konce druhé světové války. Proti předchozím volbám v roce 2017 to byl pokles o 4,4 %. Naopak rekordní počet voličů (950 000) využil možnost korespondenčního hlasování nebo využití voličských průkazů.